# في أوستريا رومانية
في أوستريا رومانية هي لوحة زيتية للرسام الدنماركي رسمها في عام 1866  وهي معروضة حالياً في المعرض الوطني الدنماركي.